# Judd mat Gaardebounen
Lo Judd mat Gaardebounen è un secondo piatto tipico lussemburghese. 

## Descrizione
Lo Judd mat Gaardebounen è un collo di maiale, affumicato o stagionato, cotto insieme a un soffritto di porri, sedano e carote e se desiderato un mazzetto aromatico. L'alimento viene sfumato con il vino Mosella. Al termine della cottura, il maiale viene tagliato a fette e servito in un grande piatto con fave insaporite da una salsa a base di cipolle, burro e brodo di carne. Lo Judd mat Gaardebounen può presentare un contorno di patate.

## Etimologia e storia
Non è chiara l'origine della parola judd contenuta nel nome del piatto. Jean-Claude Muller, linguista e membro dell'Institut Grand-Ducal lussemburghese, afferma che proviene dallo spagnolo judía (lett. "fagiolo"). Secondo Muller, l'alimento discende dalla judia, un simile piatto galiziano con maiale e fagioli che venne esportato in Lussemburgo dagli spagnoli nel sedicesimo o diciassettesimo secolo. Se così fosse, pertanto, il nome del piatto si potrebbe tradurre in "fagioli con fave". Altri pensano che l'alimento alluda agli ebrei (judío) in quanto «il colore scuro delle fave ricorda alcune delle carnagioni scure degli ebrei spagnoli».
Lo Judd mat gaardebounen venne ideato nel villaggio di Gostingen, i cui abitanti venivano soprannominati Bounepatscherten in quanto erano noti coltivatori di fave. Oggi lo Judd mat Gaardebounen è considerato il piatto nazionale lussemburghese.